# Fort Washington (Pennsylvania)
Fort Washington statisztikai település az USA Pennsylvania államában, Montgomery megyében. Lakosainak száma 5910 fő (2020. április 1.).

## Népesség
A település népességének változása:

| 2010 | 5 446 |
| 2020 | 5 910 |